# Wa (Ethnie)

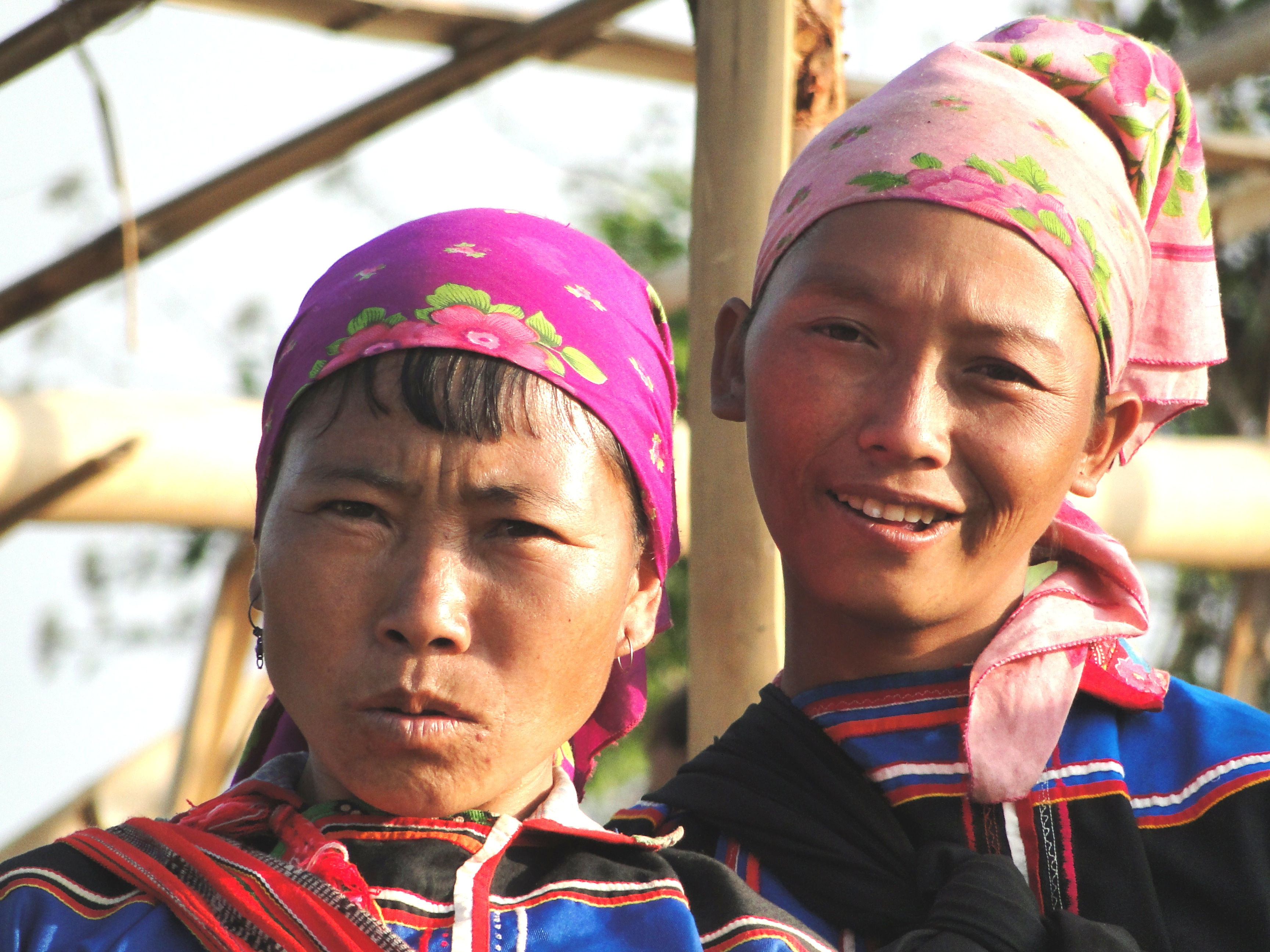
Wa-Frauen aus Myanmar

Die Wa (in Myanmar) oder Va (in China; Eigenbezeichnungen: Ba rāog und Vāx; birmanisch ဝလူမျိုး; auch als Parauk bekannt; chinesisch 佤族, Pinyin Wǎzú) sind eine ethnische Gruppe in Myanmar (Birma) und in der Volksrepublik China.
Die Wa leben in Myanmar hauptsächlich im östlichen Shan-Staat an der Grenze zu China und im südlichen Shan-Staat an der Grenze zu Thailand. Die Wa-Bevölkerung in Myanmar wird auf 600.000 bis eine Million geschätzt. Als Hauptstadt der Wa in Myanmar gilt Panghsang. Außerdem leben die Wa in Yunnan und sind eine der 56 offiziell anerkannten ethnischen Minderheiten der Volksrepublik China. Nach der letzten Volkszählung im Jahr 2010 zählten sie in China 429.709 Menschen.
Die Wa-Sprache gehört zu den Mon-Khmer-Sprachen und ist allgemein die Muttersprache der Wa, jedoch beherrscht ein Großteil der Wa die chinesische Sprache, welche in ihrem autonomen Gebiet in Myanmar, neben der Wa-Sprache, Amts- und Verkehrssprache ist.
Bekannt wurden die Wa durch die United Wa State Army, eine Separatistengruppe in Myanmar. Seit einem Waffenstillstand mit der Militärregierung in Rangun im Jahre 1989 genießen die Wa Autonomie in der sogenannten Wa Special Region 2, auch Wa-Staat genannt. Auch der 14-jährige Adul Sam-On, Schlüsselfigur der Rettungsaktion in der Tham Luang im Juli 2018, war Angehöriger der Wa.
Die meisten Wa sind Animisten. Es gibt aber auch Wa mit buddhistischem oder christlichem Glauben. Bis in die 1970er Jahre galten die Wa als berüchtigte Kopfjäger, die die Köpfe der Getöteten am Eingang ihrer Dörfer auf Pfählen aufspießten. Die britische Kolonialmacht konnte sich in den Wa-Gebieten Myanmars nie etablieren.